# Зиптенфельде
Зиптенфельде (нем. Siptenfelde) — деревня в Германии, в земле Саксония-Анхальт, входит в район Гарц в составе городского округа Гарцгероде.
Население составляет 597 человек (на 31 декабря 2007 года). Занимает площадь 12,70 км².

## История
Первое упоминание о поселении встречается в документах Оттона I в 936 году.
1 августа 2009 года, после проведённых реформ, Шило вошла в состав городского округа Гарцгероде в качестве района.

## Галерея

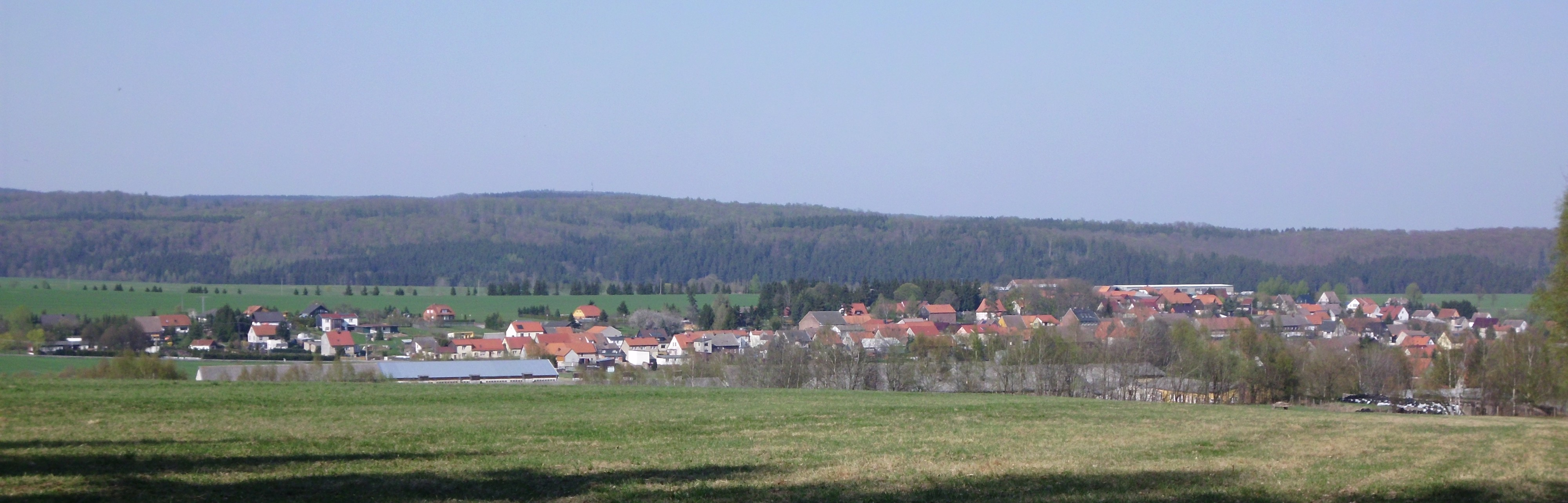
Вид на Зиптенфельде